# 小田急2600形電車

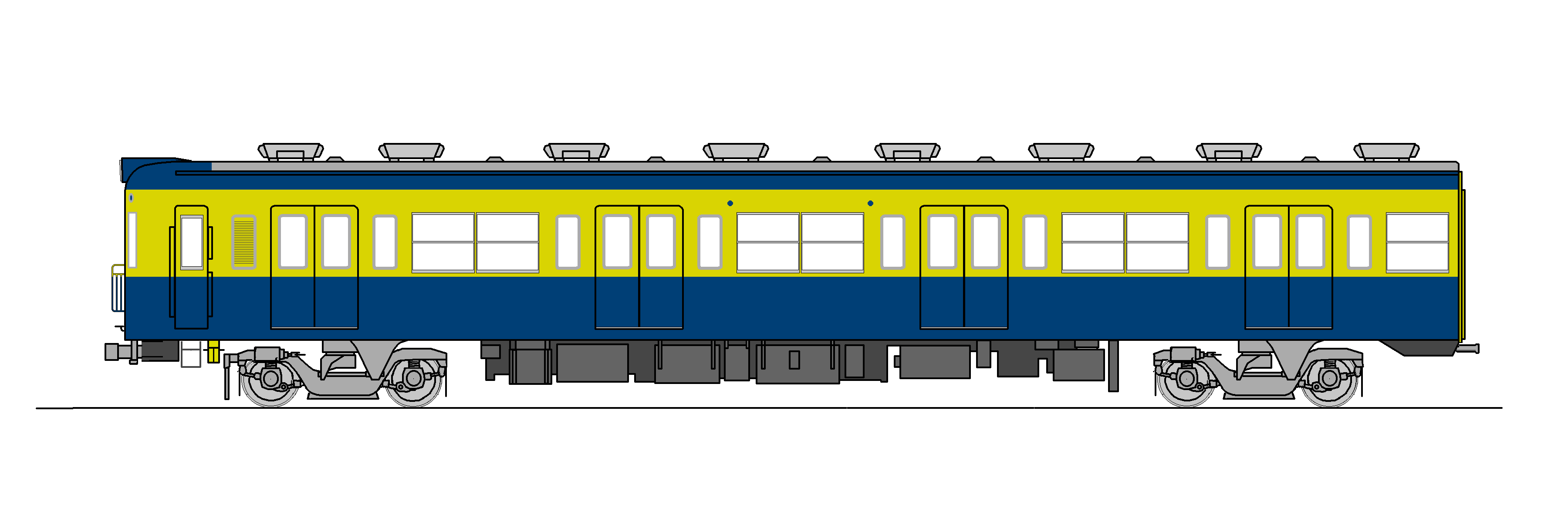
登場当時の側面図

小田急2600形電車（おだきゅう2600がたでんしゃ）は、かつて小田急電鉄（小田急）で運用されていた通勤車両である。
小田急では、編成表記の際には「新宿寄り先頭車両の車両番号（新宿方の車号）×両数」という表記を使用しているため、本項もそれに倣い、特定の編成を表記する際には「2669×6」のように表記する。また、特定の車両については車両番号から「サハ2750番台」などのように表記し、2200形・2220形・2300形・2320形をまとめて「ABFM車」、2400形は「HE車」、本形式2600形は「NHE車」と表記する。

## 概要
近郊区間における輸送力増強を目的に掲げ、小田急の自社発注による通勤車両としては初めてとなる全長20m級の大型車両として登場した車両である。車体幅を2,900mmまで拡げて収容力の増大を図っており、車体構造はその後の小田急における大型通勤車両の基礎となった。2400形（HE車）の経済性に対する考えを受け継いだ車両として "New High Economical car"（略して「NHE」）という愛称が設定された。
1964年（昭和39年）から1968年（昭和43年）までに合計132両が製造された。登場当時は主に各駅停車や準急に単独編成で使用されたが、1983年（昭和58年）3月より他形式と相互連結されるようになり、末期には急行で箱根登山鉄道鉄道線箱根湯本駅に乗り入れる運用も多くなった。2000年度以降は2000形や3000形の導入により淘汰が開始され、2004年（平成16年）までに全車両が廃車された。

## 登場の経緯
小田急小田原線の輸送人員は、1960年代に入ると毎年10%ずつ増加するようになった。特に朝の通勤混雑において、1961年（昭和36年）にはピーク時1時間に30本の列車が運行されるという過密ダイヤとなり、これ以上の増発の余地はなくなった。そこで、1962年のダイヤ改正では、既に朝ラッシュ時の各駅停車に重点的に運用されていたHE車にABFM車を連結した中型車6両編成による運行が開始された。
しかし、既に増発の余地がない中で、郊外からの優等列車の運行本数を確保しようとするには、既存の各駅停車の本数を減少させることで対処するしか方法がなかった。とはいえ、単純に各駅停車の運行本数を減少させることは、各駅停車の輸送力自体を減少させることになるため、本数の減少分については列車1本あたりの輸送力を増大させることによって補う方法を採る以外に選択肢はないと判断された。
そこで、近郊区間の各駅停車については大型車6両編成、郊外へ直通する急行については大型車8両編成に増強することになった。これにあわせて、既に中型車6両編成の編成長である105mに延伸されていた各駅停車の停車駅ホームを、大型車6両編成の編成長となる120mに延伸する計画が立案された。そして、新しく登場させる車両は、HE車の計画時に見送りになった、全長20mの車両への切り替えを行なうこととなった。こうして、小田急における大型高性能車の嚆矢として登場した車両がNHE車である。
当初は新宿側から制御車（クハ2650番台）-付随車（サハ2750番台）-電動車（デハ2600番台）-電動車（デハ2700番台）-電動車（デハ2800番台）-制御車（クハ2850番台）となる6両固定編成で製造する予定であったが、駅ホーム有効長の関係上サハ2750番台を除いた5両固定編成で新製され、近郊区間のホーム延伸工事完了後に全編成に中間車1両が増結されて6両固定編成となった。

## 車両概説
本節では、登場当時の仕様を基本として、増備途上での変更点を個別に記述する。更新による変更については沿革で後述する。
車両番号については、それまでの形式では各形式ごとに連番となっていたが、NHE車からは同一形式でも編成中での連結位置によって100単位で番号を区分し、末尾2桁が編成の中で揃う方式とした。車両番号については、巻末の編成表を参照のこと。

### 車体
先頭車・中間車とも車体長19,500mm・全長20,000mmで、車体幅は2,900mmの全金属製車体である。車体幅を車両限界一杯の2,900mmまで拡大し、車体裾を絞り込んだ。立ち席収容力を大きくする方策の一環として、側面の鋼体厚さはそれまでの車両より10mm薄い92.3mmとした。
正面は貫通型3枚窓で、正面貫通扉の脇に手すりが設けられ、貫通扉下部への方向幕設置についてはHE車と同様であるが、車体幅が拡大されたことにより正面窓の寸法は高さ765mm×幅800mmと正方形に近くなった。正面窓は外板から1段窪んだ構造になっている。助士席窓上には種別表示幕の小窓が設置されたが、これは1600形で種別幕を採用して以来の採用事例である。また、HE車の前面部分の半径は5,000mmであるのに対し、NHE車では6,000mmと緩やかなカーブとした。
側面客用扉は各車両とも4箇所で、1,300mm幅の両開き扉である。側面窓の配置は、国鉄101系電車と類似しているが、幅920mm×高さ900mmの2段上昇窓が客用扉間に2つ1組で、客用扉と連結面の間には2段上昇窓が1つ設けられ、客用扉と窓の間には戸袋窓を配置、乗務員扉と客用扉の間には戸袋窓のみが配置された。戸袋窓の幅は285mmと国鉄101系の419mmより狭くなっている。車両間の貫通路は1,080mm幅の広幅で、妻面の窓は2段上昇式である。なお、代々木八幡駅構内の急曲線での車両限界に対応させるため、車端部の側面窓下段を締切とすることで対処した。
乗務員室の後部は戸袋窓と扉が続き、扉が閉じている場合は開口部が約2.8m後ろの客用窓まで開口部がないことになるため、屋根上の通風器（ベンチレーター）については最前部は吸出し式とした上で間隔を詰めた。また、乗務員室直後の戸袋窓については冬季以外は外側を鎧戸・内側を打ち抜き板とした通風口とすることで、この箇所の換気性能を確保した。
外部塗色は、当時の通勤車両の標準色で、ダークブルーとオレンジイエローの2色塗り塗装である。

### 内装
| HE車の車内 |  | NHE車の車内 |
| HE車の車内 |  | NHE車の車内 |

車内はロングシートで、扉の間は7人がけ、車端部は4人がけとした。
わずかでも立ち席床面積を増加させることにこだわり、HE車では座面高さは400mm、座席奥行きを450mm、背もたれの厚みも150mmと設定していたが、NHE車では座面高さを430mm、座席奥行きは400mm、背もたれの厚みも80mmとした。これらの手法により、座席の前縁を基準とした床幅は、HE車の1,300mmに対して、455mm拡大された1,755mmとなった。座席上の荷物棚の下にはつかみ棒を併設したほか、出入り口脇の座席には袖柱を設置した。また、扉付近だけではなく座席の中間部にも枕木方向に吊手棒を設置した。室内の配色は、天井が白色系で側壁は薄緑色系の色、座席のモケットは濃紺色とした。
車内の照明装置は交流蛍光灯16本と直流蛍光灯2本で、直流蛍光灯は予備灯兼用である。
1965年の増備車からは、座面高さを20mm高い450mm、座席奥行きは430mm、背もたれの厚みも90mmに変更されたほか、座席中間部の吊手棒は省略された。

### 主要機器

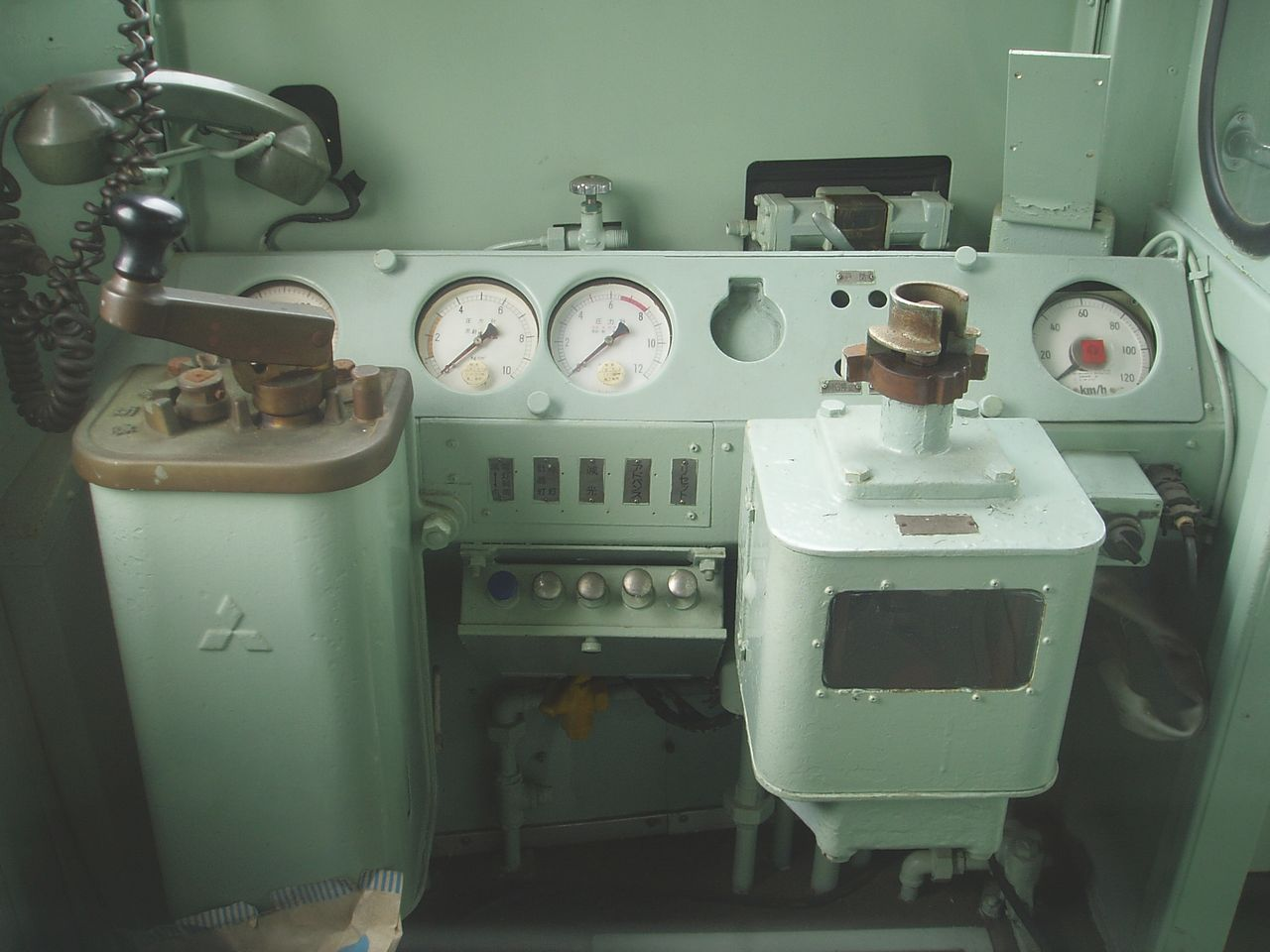
NHE車の運転台（辻堂海浜公園に保存されているクハ2658）

NHE車は各駅停車専用として製造されているため、起動加速度はHE車並みの3.0km/h/sを確保したいところであったが、20m車となったため粘着重量比率を高く設定することはできず、制御段数についても保守上の理由から標準的な段数に落とされることになった。このため、加速度は2.8km/h/sと設定された。しかし、各駅停車でも駅間距離が3kmから5kmに及ぶ区間もあることや、団体列車や臨時列車に使用されることもあること、また将来的には通勤急行や通勤準急にも使用することを視野に入れていたことから、最低限必要な性能として、最高速度は100km/h・平坦線均衡速度は130km/hと設定された。
また、経済性を重視したMT同数の編成とするため、6両編成では電動車を3両とすることになり、それまでのように電動車を2両1組とする方法（MM'ユニット方式）は採用できなかった。しかし、単独の電動車（1M方式）では電気制動の範囲が縮小するという問題があったため、電動機6台を1組にして制御する方式（3両で2ユニット）を採用した。
主電動機は三菱電機製の補償巻線付界磁4分割直巻電動機であるMB-3095-AC型（端子電圧500V、定格電流290A、出力130kW、最弱め界磁率25%）を採用した。加速時（力行時）には分割された界磁を並列に接続し、回生制動の作動時にはモーター6基の分割界磁を全て直列に接続し、分巻電動機として動作させることで、励磁電流を減少させるとともに回生効率の向上を図った。
主制御器は三菱電機製のABFM-176-15MRH型を採用し、デハ2600番台・デハ2800番台の車両に搭載した。1基の制御器で6台の主電動機の制御を行う方式（1C6M）で、デハ2700番台の主電動機については、新宿側の台車に装架された主電動機がデハ2600番台の制御装置から、小田原側の台車に装架された主電動機はデハ2800番台の制御装置からそれぞれ制御される。制御段数は、直列11段、並列9段、弱め界磁6段、回生制動18段である。
制動装置（ブレーキ）は応荷重機構付電力回生制動併用電磁直通制動のHSC-R形を採用したが、電力回生ブレーキは小田急では初採用である。これは、朝ラッシュ時の消費電力を抑制するため、ピーク電流の発生を回生ブレーキにより崩していくという考えで採用されたが、抵抗器を小型化することが可能となったために、床下機器の艤装にも有利に作用する結果となった。回生制動時に直並列制御は行われないので、電力回生ブレーキは40km/hまでしか作用せず、それ以降は空気ブレーキに切り替わる。
電動車の台車は車輪径910mm・軸間距離2,200mmの住友金属工業製FS360、制御車は車輪径762mm・軸間距離2,100mmの住友金属工業製FS060、付随車については将来の電動車化を考慮して車輪径910mm・軸間距離2,200mmの住友金属工業製FS360Aとなった。いずれも小田急では2200形からの実績があるアルストムリンク式台車で、小田急の通勤車両では初めて空気ばねを本格採用した。空気ばねには住友金属工業製のダイアフラム式空気ばねである「スミライド」が初めて採用され、空気ばねの横剛性を利用して揺れ枕（スイングハンガー）を省略したほか、軽量化と乗り心地向上のためボルスタアンカーは車体結合式（ダイレクトマウント）とした。基礎制動装置は全台車ともシングル式である。
補助電源装置は、デハ2700番台の車両に9kVAのCLG-318C型電動発電機 (MG) を2台搭載した。電動空気圧縮機 (CP) は、両側の先頭車にC-2000型を1台ずつ搭載した。集電装置（パンタグラフ）は各電動車の新宿側屋根上に、PT42-K4形菱枠パンタグラフを設置した。編成両端の連結器については、NCBII形密着自動連結器を装備したが、クハ2671・クハ2672・クハ2871・クハ2872は当初よりCSD78形密着連結器を装備した。

## 沿革

### 登場から冷房化まで
1964年11月5日のダイヤ改正より運用を開始した。当時はホーム延伸工事が完了していなかったため、付随車を除いた5両編成での運行開始となった。しかし、粘着限界に近い加速度の設定であったため、雨や雪などで粘着条件が悪化すると空転が多発し、運転士は苦労したという。また、電力回生ブレーキは早朝の出庫では失効してしまい、大変だったという。なお、鉄道友の会により毎年優秀な車両を表彰する制度として制定されているローレル賞の1965年（第5回）投票では得票率が2位となったが、次点ではなかった。
なお、1966年には将来の8両編成運転のため、ABFM車2両編成と連結する試験が行なわれているが、このときは実現には至っていない。

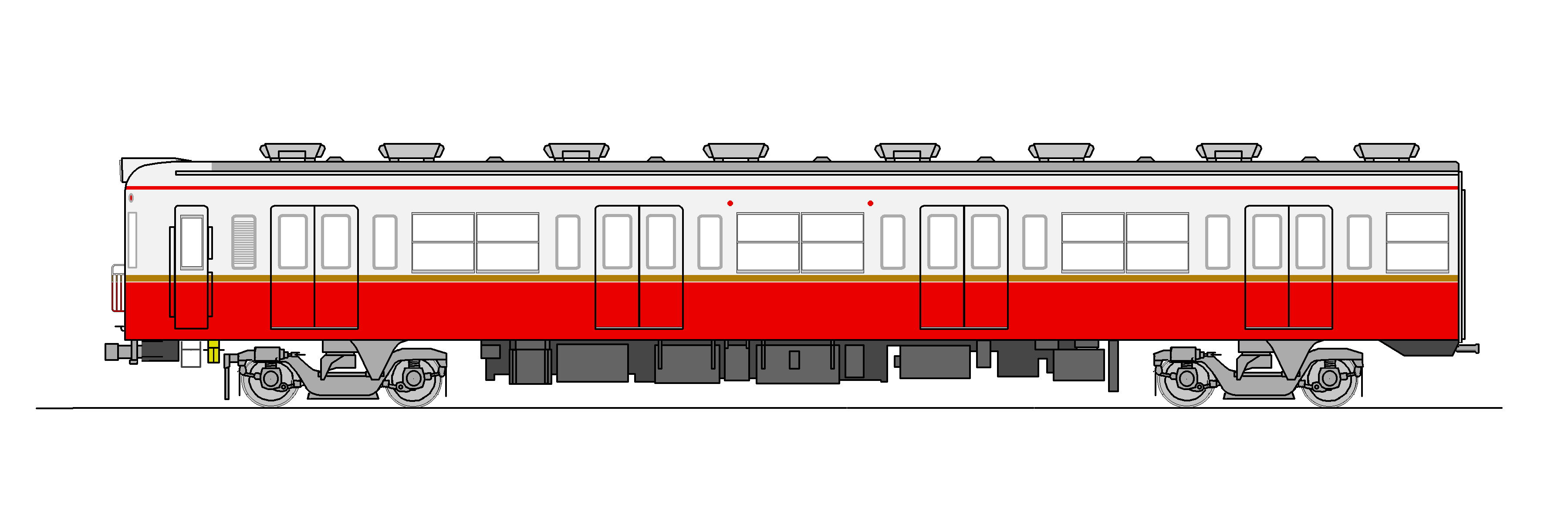
小田急百貨店本館完成記念特別塗装

1967年10月よりホーム延伸工事の完了に伴い、付随車を新造して組み込む6両固定編成化が開始された。当初は新宿側から2両目に付随車を組み込むことになっていたが、ラッシュ時の混雑は新宿側の車両の方が激しいことから、少しでも粘着重量を稼ぐ目的で、組み込み位置が小田原側から2両目に変更された。この時点ではNHE車は5両固定編成が20編成用意されていたが、付随車についてはサハ2751から2758までと、サハ2767から2770までの12両が別途製造され、12編成について6両固定編成化が行なわれた。なお、同年11月には、小田急百貨店の本館が完成したことを記念して、2661×5と2662×5の2編成が白をベースとして赤と金色の帯が入る特別塗装に変更され、同年11月23日より運用を開始した。
1968年7月には2671×5と2672×5が入線、5両固定編成のままで運用を開始したが、付随車については同年10月にサハ2759からサハ2766までと、サハ2771・サハ2772の10両が製造され、同年11月に残る5両固定編成も6両固定編成化された。このとき、サハ2761・サハ2762の2両については、特別塗装で新造されている。同年中には全編成に対してOM-ATSが設置された。
1969年（昭和44年）4月から、ケイプアイボリーの地色にロイヤルブルーの帯が入る新標準色に変更されることになり、現車による最終確認のために2655×6の編成に対して塗装変更された。その後、順次新標準色に変更されることになり、特別塗装の2編成とも同年5月に新標準色に変更された。

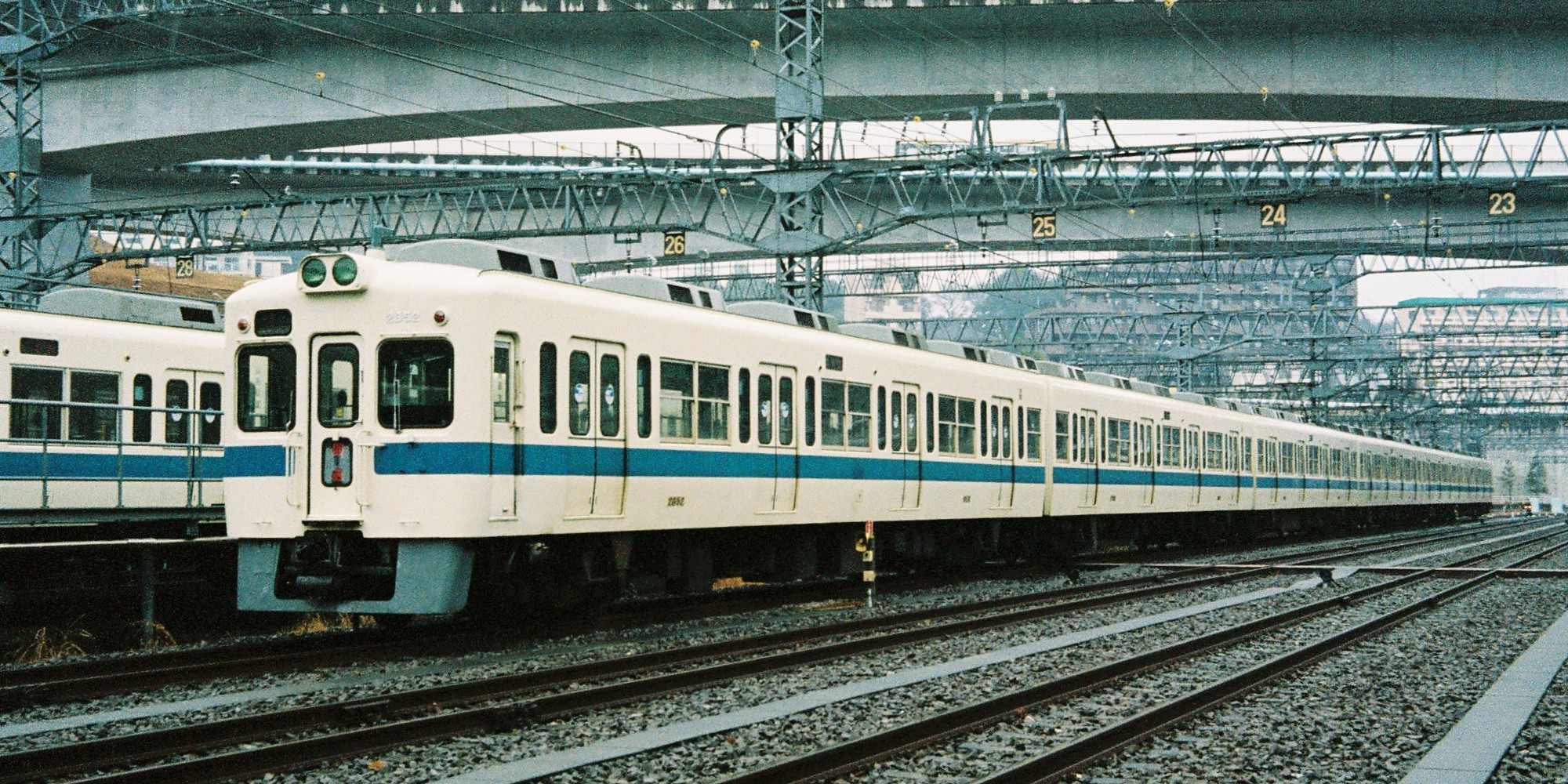
冷房化改造後のNHE車

1970年には、空転対策の試験として再粘着装置を2651×6の編成に装着した。空転が始まるとノッチ進段を停止すると同時に空気ブレーキをかける仕組みで、結果が良好だったことから1972年には全編成に対して再粘着装置を装着した。
1972年から1981年にかけて全編成に対して冷房化改造が開始された。1974年までに冷房化改造を受けた編成はCU-12B形集約分散式冷房装置を搭載し、補助送風装置として扇風機を残したが、その後の改造では冷房装置をCU-12C形に変更し、送風装置もラインデリアに変更された。また、冷房化改造と同時に前面の行先・種別表示装置の自動化と側面表示装置の新設を行なったが、1977年までに改造された車両は側面表示器は種別のみで、それ以降に改造された車両では種別と行き先を表示する仕様に変更された。

### フラワートレイン
| 1982年「フラワートレイン」 |  | 1983年「フラワートレイン」 |
| 1982年「フラワートレイン」 |  | 1983年「フラワートレイン」 |

1982年（昭和57年）・1983年（昭和58年）には向ヶ丘遊園で行なわれている「フラワーショー」にあわせ、特別塗装を施して「フラワートレイン」として運行された。
1982年は「フラワーショー」が20周年を迎えたのにあわせ、赤・橙色・黄緑色でチューリップをデザインした特別塗装が2666×6に施され、3月から6月にかけて運行された。
翌1983年3月から7月にかけては、「フラワーショー」のテーマが『葉祥明の世界』であることにあわせ、2669×6の編成に対して車体上部を白色・車体下部をピンク色とし、桃色の部分には葉祥明のイラスト（花畑の中で少年と少女が笛を吹いている姿）が描かれたシールを貼付した。車内には広告の代わりに「21世紀に残したい日本の自然100選」と題した写真を展示した。

### 他形式との連結開始

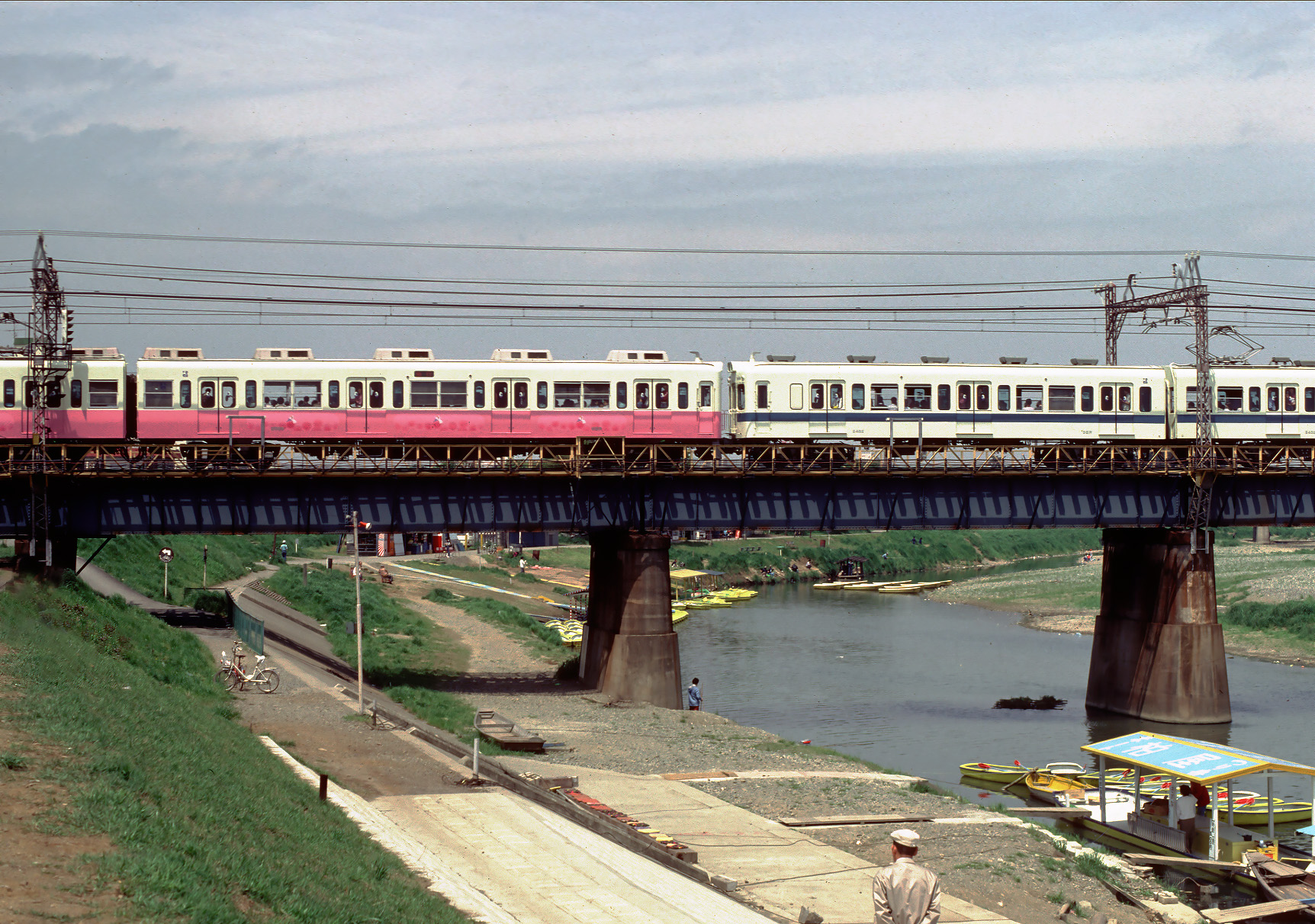
HE車（右）と連結したNHE車（左）

それまでは車両特性の相違から本形式は他形式との連結を行なわず、NHE車単独で運用されてきたが、10両編成列車の増加に対応するため、1981年より他形式との連結の試験が行なわれた。この結果を踏まえ、1983年3月22日からは4000形を除く他形式との併結運用が開始された。ただし、小田原側に制御車と付随車が連続するという構成から、10両編成運用では新宿側に連結できないという制約は残った。
1985年（昭和60年）から車体の劣化部分の補修が開始され、1989年までに2652×6と2654×6の2編成を除いて車体修理は完了した。1987年以降に車体修理を施工した車両では、妻面の窓が固定化された。
1986年（昭和61年）1月からVVVFインバータ制御の現車試験を行なうことになり、2662×6の付随車であるサハ2762が試験車に選定された。サハ2762に搭載されたのは、三菱電機製のかご形三相誘導電動機であるMB-5019-A形で、三菱電機製のGTO素子使用のインバータ装置であるMAP-184-15V09形を搭載、回路接続は4個永久並列とされた。駆動装置はWNドライブ、歯車比は101:16 (6.31) に設定された。同年2月から試験走行が開始され、同年3月17日からは営業運転が開始された。その後も、性能試験とデータ収集が行なわれ、1987年11月に試験を終了し、付随車に戻された。
1991年10月11日、台風による土砂崩れが多摩線黒川駅 - 小田急永山駅間で発生、2671×6が土砂に乗り上げ3両が脱線する事故が発生した。早期復旧のため小田原側の2両（サハ2771・クハ2871）は現地で解体され、1992年2月28日付で廃車となった。これがNHE車では初の廃車となった。
2671×6の編成が車体修理を施工済みの編成であったことから、車体修理施工車を優先的に営業投入する方針となり、残された4両については、車体修理が未施工であった2654×6からサハ2754とクハ2854を組み込んで営業運転に復帰した。このため、1編成の中でサービスレベルの相違が見られる編成となった。

### 8両固定編成化
1993年からは近郊区間各停の8両編成化に対応し、NHE車に対しても8両固定編成化が行なわれることになった。当初計画では、6両編成×21編成と、1991年の事故で小田原側の2両を2671×6に供出した2654×6の残り4両をあわせた130両を、組成変更により8両固定編成×14編成とし、不足する電動車は余剰となる付随車をVVVFインバータ制御により電装を行なう計画であった。
8両編成化にあたっては、両端の制御車の間に電動車を4ユニット組み込んだ6M2T編成とされ、デハ2700番台の車両からはパンタグラフを撤去した。また、電動空気圧縮機 (CP) についてはデハ2700番台（6号車）にも増設された。1995年に2651×6と2654×6の電動車3両（デハ2604・デハ2704・デハ2804）を組み合わせて8両固定編成化を行い、デハ2604・デハ2704・デハ2804についてはこのときに車体修理が施工された。他の編成についても順次8両固定編成化が行なわれた。
- このときに組成された8両固定編成については巻末の編成表「8両固定編成（1992年 - 2001年）」を参照されたい。

また、1995年には余剰となる付随車4両に対して2000形と同じ主制御器と主電動機を使用して電装を行ない、新たに8両固定編成を組成することになった。制御装置はIGBT素子3レベル方式のVVVFインバータ制御装置である三菱電機製MAP-178-15V50形をデハ2716（2代）とデハ2736に搭載した。インバータ1基で主電動機4台を制御する (1C4M) ユニットを1群とし、1台の装置の中に2群のインバータを収めている。主電動機は出力175kWのかご形三相誘導電動機である三菱電機製のMB-5061-A形を採用、駆動方式はWNドライブで、歯車比は99:14 (7.07) に設定した。電装にあたっては、もともと装着していたFS360Aは使用されず、東急車輛製造製の軸ばね式空気ばね台車TS-818Aが新製されているが、心皿・空気ばね・ボルスタアンカー・ブレーキシリンダについてはFS360Aから流用した。ブレーキは他のNHE車と同様のHSC-R形である。8両固定編成は他車との連結を行なわないため、先頭車の電気連結器を撤去した。
- このときに組成されたVVVF化編成については巻末の編成表「8両固定編成（1995年 - 2000年・VVVF車）」を参照。

1995年までに、8両固定編成は合計6編成となったが、事業計画の見直しにより8両固定編成化はここで終了となった。余剰となっていたクハ2650形6両とサハ2650形2両のうち、2666×6（初代）のサハ2766（初代）とクハ2866についてはサハ2771（2代）・クハ2871（2代）へ改番を行い、2671×6の小田原側2両のサハ2754とクハ2854を置き換えた。編成から外されていたクハ2854を含むクハ2650形6両とサハ2754を含むサハ2650形2両の計8両は、1994年から1996年にかけて廃車となっている。

### 淘汰
| 箱根登山線直通急行に運用された2653×6 |  | 営業運転終了前に登場時の2色塗装に戻された2670×6（2004年5月） |
| 箱根登山線直通急行に運用された2653×6 |  | 営業運転終了前に登場時の2色塗装に戻された2670×6（2004年5月） |

2000形の増備に伴い、2000年度からNHE車の淘汰が開始された。最初に廃車となったのはVVVF改造車の2666×8で、主電動機・主制御器等の機器の一部が新製された2000形2054×8に流用された。8両固定編成は2001年度に全廃され、続いて6両固定編成が3000形に置き換えられる形で廃車が進められた。なお、2002年以降は他形式の6両固定編成と同様に、箱根登山線への乗り入れ運用に入る事例が多くなった。
最後まで残存したのは2670×6で、2003年10月には登場から1971年まで使われたダークブルーとオレンジイエローの旧塗装に戻されて営業運転に入り、鉄道ファン以外の乗客からも注目された。翌2004年6月5日のさよなら運転を最後に運用から外れ、同年6月16日付で廃車となった。その後、約2年間にわたり海老名検車区に留置されていたが、2006年7月5日深夜に9001Fと共に大野工場へ回送され、クハ2670×1を除いて解体された。なお、回送時は9001Fの牽引で2670Fは無動力であった。

## 保存車両
| 辻堂海浜公園に保存されているクハ2658 |  | クハ2658の車内。子供の描いた絵が側面上部の広告枠に掲示されている |
| 辻堂海浜公園に保存されているクハ2658 |  | クハ2658の車内。子供の描いた絵が側面上部の広告枠に掲示されている |

クハ2658（1994年3月31日付けで廃車）廃車後の1994年11月1日より藤沢市の辻堂海浜公園内の交通公園で静態保存されている。同公園にはデハ2200形2218号が保存されていたが、潮風による老朽化により本車両が代替として保存された。車内には現役時に掲示されていた広告ではなく、子供の描いた絵を掲示している。座席は営業時とは異なり5000形6両固定編成（5200形）の廃車発生品のバケットシートに交換された。
クハ2657（2001年4月23日付けで廃車）厚木市の神奈川県消防学校で訓練用として静態保存されている。一般公開はされていない。
クハ2670（2004年6月16日付で廃車）新宿方制御車1両（クハ2670）が登場当時と同一の色調・塗り分け位置としたうえで喜多見検車区に静態保存されていた。現在、海老名検車区内の3000形（初代）が静態保存されていた専用車庫に、2200形（デハ2201）・9000形（デハ9001）の各1両と共に保存されている。

## 編成表
凡例Tc …制御車、M …電動車、T…付随車、CON・VVVF…制御装置、MG…補助電源装置（電動発電機）、CP…電動空気圧縮機、PT…集電装置
車両番号に(I)(II)と付記されているものは同じ番号を付けた初代および2代目の車両。

### 5両固定編成（1964年 - 1968年）
当時は号車番号は付番されていなかった。
|          | ← 小田原・藤沢新宿・片瀬江ノ島 → |          |          |          |          |
| 形式     | クハ2650                         | デハ2600 | デハ2600 | デハ2600 | クハ2650 |
| 区分     | Tc2                              | M3       | M2       | M1       | Tc1      |
| 車両番号 | 2851                             | 2801     | 2701     | 2601     | 2651     |
| 車両番号 | 2852                             | 2802     | 2702     | 2602     | 2652     |
| 車両番号 | 2853                             | 2803     | 2703     | 2603     | 2653     |
| 車両番号 | 2854                             | 2804     | 2704     | 2604     | 2654     |
| 車両番号 | 2855                             | 2805     | 2705     | 2605     | 2655     |
| 車両番号 | 2856                             | 2806     | 2706     | 2606     | 2656     |
| 車両番号 | 2857                             | 2807     | 2707     | 2607     | 2657     |
| 車両番号 | 2858                             | 2808     | 2708     | 2608     | 2658     |
| 車両番号 | 2859                             | 2809     | 2709     | 2609     | 2659     |
| 車両番号 | 2860                             | 2810     | 2710     | 2610     | 2660     |
| 車両番号 | 2861                             | 2811     | 2711     | 2611     | 2661     |
| 車両番号 | 2862                             | 2812     | 2712     | 2612     | 2662     |
| 車両番号 | 2863                             | 2813     | 2713     | 2613     | 2663     |
| 車両番号 | 2864                             | 2814     | 2714     | 2614     | 2664     |
| 車両番号 | 2865                             | 2815     | 2715     | 2615     | 2665     |
| 車両番号 | 2866                             | 2816     | 2716     | 2616     | 2666     |
| 車両番号 | 2867                             | 2817     | 2717     | 2617     | 2667     |
| 車両番号 | 2868                             | 2818     | 2718     | 2618     | 2668     |
| 車両番号 | 2869                             | 2819     | 2719     | 2619     | 2669     |
| 車両番号 | 2870                             | 2820     | 2720     | 2620     | 2670     |
| 車両番号 | 2871                             | 2821     | 2721     | 2621     | 2671     |
| 車両番号 | 2872                             | 2822     | 2722     | 2622     | 2672     |
| 搭載機器 | CP                               | CON,PT   | MG,PT    | CON,PT   | CP       |
| 自重     | 26.46t                           | 36.17t   | 35.73t   | 36.17t   | 26.46t   |
| 定員     | 144                              | 162      | 162      | 162      | 144      |

### 6両固定編成

#### 1967年 - 1992年
事故廃車発生までのもの。
|                           | ← 小田原・箱根湯本・藤沢・小田急多摩センター新宿・片瀬江ノ島 → |                 |                 |                 |                 |                 |
| 号車                      | 1                                                              | 2               | 3               | 4               | 5               | 6               |
| 形式                      | クハ2650                                                       | サハ2600        | デハ2600        | デハ2600        | デハ2600        | クハ2650        |
| 区分                      | Tc2                                                            | T               | M3              | M2              | M1              | Tc1             |
| 車両番号                  | 2851                                                           | 2751            | 2801            | 2701            | 2601            | 2651            |
| 車両番号                  | 2852                                                           | 2752            | 2802            | 2702            | 2602            | 2652            |
| 車両番号                  | 2853                                                           | 2753            | 2803            | 2703            | 2603            | 2653            |
| 車両番号                  | 2854                                                           | 2754            | 2804            | 2704            | 2604            | 2654            |
| 車両番号                  | 2855                                                           | 2755            | 2805            | 2705            | 2605            | 2655            |
| 車両番号                  | 2856                                                           | 2756            | 2806            | 2706            | 2606            | 2656            |
| 車両番号                  | 2857                                                           | 2757            | 2807            | 2707            | 2607            | 2657            |
| 車両番号                  | 2858                                                           | 2758            | 2808            | 2708            | 2608            | 2658            |
| 車両番号                  | 2859                                                           | 2759            | 2809            | 2709            | 2609            | 2659            |
| 車両番号                  | 2860                                                           | 2760            | 2810            | 2710            | 2610            | 2660            |
| 車両番号                  | 2861                                                           | 2761            | 2811            | 2711            | 2611            | 2661            |
| 車両番号                  | 2862                                                           | 2762            | 2812            | 2712            | 2612            | 2662            |
| 車両番号                  | 2863                                                           | 2763            | 2813            | 2713            | 2613            | 2663            |
| 車両番号                  | 2864                                                           | 2764            | 2814            | 2714            | 2614            | 2664            |
| 車両番号                  | 2865                                                           | 2765            | 2815            | 2715            | 2615            | 2665            |
| 車両番号                  | 2866                                                           | 2766            | 2816            | 2716            | 2616            | 2666            |
| 車両番号                  | 2867                                                           | 2767            | 2817            | 2717            | 2617            | 2667            |
| 車両番号                  | 2868                                                           | 2768            | 2818            | 2718            | 2618            | 2668            |
| 車両番号                  | 2869                                                           | 2769            | 2819            | 2719            | 2619            | 2669            |
| 車両番号                  | 2870                                                           | 2770            | 2820            | 2720            | 2620            | 2670            |
| 車両番号                  | 2871                                                           | 2771            | 2821            | 2721            | 2621            | 2671            |
| 車両番号                  | 2872                                                           | 2772            | 2822            | 2722            | 2622            | 2672            |
| 搭載機器 ()内は冷房改造後 | CP (MG,CP)                                                     |                 | CON,PT          | MG,PT (PT)      | CON,PT          | CP (MG,CP)      |
| 自重 ()内は冷房改造後     | 26.46t (32.90t)                                                | 25.00t (28.30t) | 36.17t (37.80t) | 35.73t (35.50t) | 36.17t (37.80t) | 26.46t (32.90t) |
| 定員                      | 144                                                            | 162             | 162             | 162             | 162             | 144             |

#### 1995年 - 2004年
8両固定編成化改造終了後。
|                       | ← 小田原・箱根湯本・藤沢・唐木田新宿・片瀬江ノ島 → |                    |          |          |          |          |
| 号車                  | 1                                                  | 2                  | 3        | 4        | 5        | 6        |
| 形式                  | クハ2650                                           | サハ2600           | デハ2600 | デハ2600 | デハ2600 | クハ2650 |
| 区分                  | Tc2                                                | T                  | M3       | M2       | M1       | Tc1      |
| 車両番号 ()内は旧番号 | 2852                                               | 2752               | 2802     | 2702     | 2602     | 2652     |
| 車両番号 ()内は旧番号 | 2853                                               | 2753               | 2803     | 2703     | 2603     | 2653     |
| 車両番号 ()内は旧番号 | 2861                                               | 2761               | 2811     | 2711     | 2611     | 2661     |
| 車両番号 ()内は旧番号 | 2862                                               | 2762               | 2812     | 2712     | 2612     | 2662     |
| 車両番号 ()内は旧番号 | 2863                                               | 2763               | 2813     | 2713     | 2613     | 2663     |
| 車両番号 ()内は旧番号 | 2865                                               | 2765               | 2815     | 2715     | 2615     | 2665     |
| 車両番号 ()内は旧番号 | 2867                                               | 2767               | 2817     | 2717     | 2617     | 2667     |
| 車両番号 ()内は旧番号 | 2868                                               | 2768               | 2818     | 2718     | 2618     | 2668     |
| 車両番号 ()内は旧番号 | 2869                                               | 2769               | 2819     | 2719     | 2619     | 2669     |
| 車両番号 ()内は旧番号 | 2870                                               | 2770               | 2820     | 2720     | 2620     | 2670     |
| 車両番号 ()内は旧番号 | 2871(II) (2866)                                    | 2771(II) (2766(I)) | 2821     | 2721     | 2621     | 2671     |
| 車両番号 ()内は旧番号 | 2872                                               | 2772               | 2822     | 2722     | 2622     | 2672     |
| 搭載機器              | MG,CP                                              |                    | CON,PT   | PT       | CON,PT   | MG,CP    |
| 自重                  | 26.46t                                             | 25.00t             | 37.80t   | 35.50t   | 37.80t   | 32.90t   |
| 定員                  | 144                                                | 162                | 162      | 162      | 162      | 144      |

### 8両固定編成（1992年 - 2001年）
|                       | ← 小田原・唐木田新宿 → |                |                |                |                 |                 |                 |                 |
| 号車                  | 1                      | 2              | 3              | 4              | 5               | 6               | 7               | 8               |
| 形式                  | クハ2650               | デハ2600       | デハ2600       | デハ2600       | デハ2600        | デハ2600        | デハ2600        | クハ2650        |
| 区分                  | Tc2                    | M6             | M5             | M4             | M3              | M2              | M1              | Tc1             |
| 車両番号 ()内は旧番号 | 2874 (2851)            | 2824 (2801)    | 2724 (2701)    | 2624 (2601)    | 2804            | 2704            | 2604            | 2654(II) (2651) |
| 車両番号 ()内は旧番号 | 2875 (2856)            | 2825 (2806(I)) | 2725 (2706(I)) | 2625 (2606(I)) | 2805            | 2705            | 2605            | 2655            |
| 車両番号 ()内は旧番号 | 2876 (2864)            | 2826 (2816)    | 2726 (2716(I)) | 2626 (2616(I)) | 2806(II) (2814) | 2706(II) (2714) | 2606(II) (2614) | 2656(II) (2664) |
| 車両番号 ()内は旧番号 | 2877 (2858)            | 2827 (2808)    | 2727 (2708)    | 2627 (2608)    | 2807            | 2707            | 2607            | 2657            |
| 車両番号 ()内は旧番号 | 2879 (2859)            | 2829 (2810)    | 2729 (2710)    | 2629 (2610)    | 2809            | 2709            | 2609            | 2659            |
| 搭載機器              | MG,CP                  | CON,PT         |                | CON,PT         | CON,PT          | CP              | CON,PT          | MG,CP           |
| 自重                  | 32.80t                 | 37.80t         | 35.50t         | 37.80t         | 37.80t          | 36.10t          | 37.80t          | 32.80t          |
| 定員                  | 144                    | 162            | 162            | 162            | 162             | 162             | 162             | 144             |

### 8両固定編成（1995年 - 2000年・VVVF車）
|                       | ← 小田原・唐木田新宿 → |             |             |             |                 |                 |                 |                 |
| 号車                  | 1                      | 2           | 3           | 4           | 5               | 6               | 7               | 8               |
| 形式                  | クハ2650               | デハ2600    | デハ2600    | サハ2650    | サハ2650        | デハ2600        | デハ2600        | クハ2650        |
| 区分                  | Tc2                    | M4          | M3          | T2          | T1              | M2              | M1              | Tc1             |
| 車両番号 ()内は旧番号 | 2886 (2860)            | 2736 (2760) | 2636 (2757) | 2686 (2759) | 2766(II) (2758) | 2716(II) (2756) | 2616(II) (2755) | 2666(II) (2660) |
| 搭載機器              | MG,CP                  | VVVF,PT     | PT          | CP          |                 | VVVF,PT         |                 | MG,CP           |
| 自重                  | 32.80t                 | 36.80t      | 34.60t      | 28.40t      | 28.30t          | 36.80t          | 33.60t          | 32.80t          |
| 定員                  | 144                    | 162         | 162         | 162         | 162             | 162             | 162             | 144             |